# Tylosis oculatus
Tylosis oculatus là một loài bọ cánh cứng trong họ Cerambycidae.